# Pfarrkirche Zienitzen

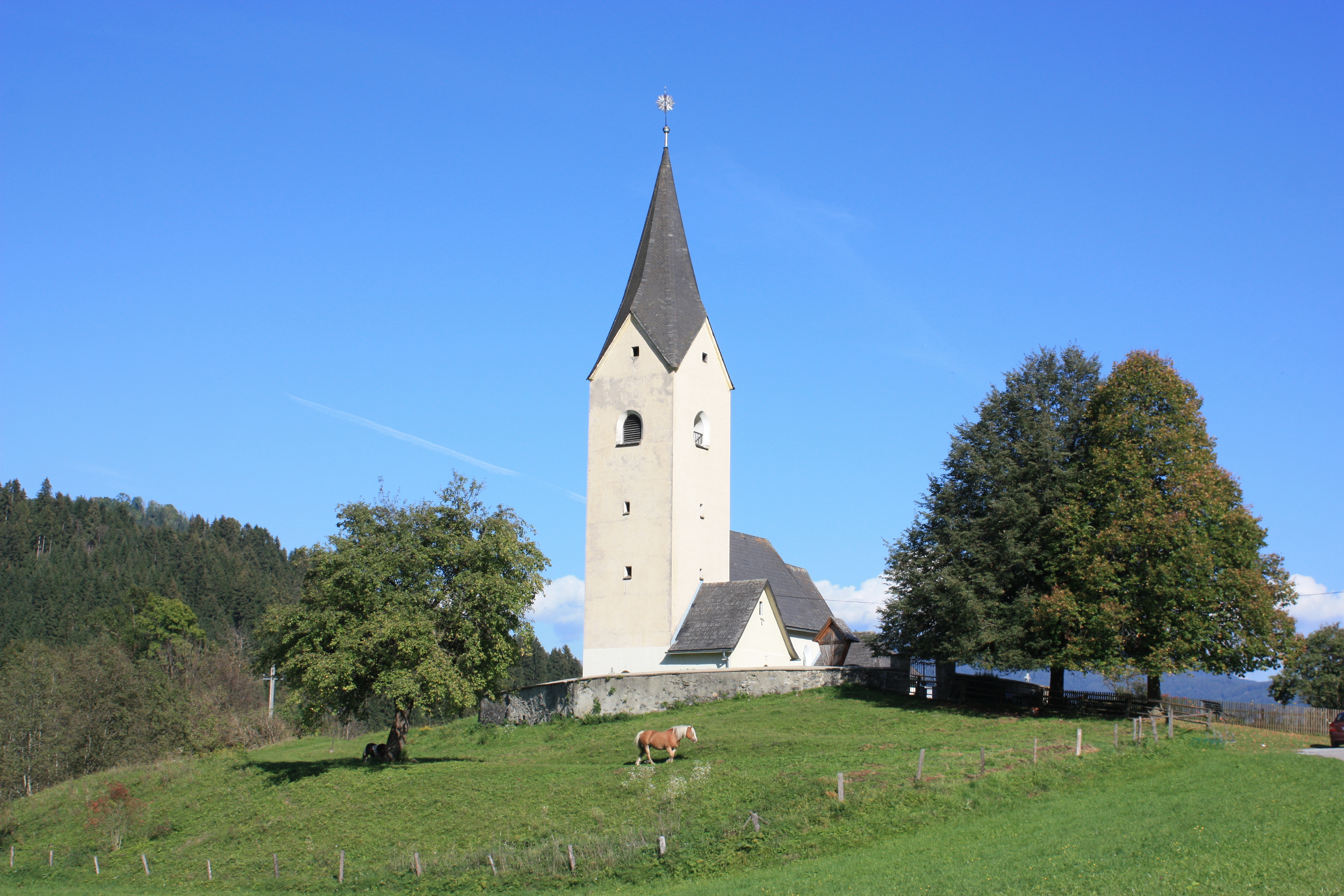

Die römisch-katholische Pfarrkirche Zienitzen ist dem heiligen Georg geweiht und steht auf einem Hügel am rechten Ufer der Metnitz im Metnitztal in der Gemeinde Friesach. Zienitzen war ursprünglich eine Filiale von Grades und wurde erstmals 1404 urkundlich als Pfarre genannt. Das Patronatsrecht hatte bis zum Ende des 16. Jahrhunderts der Pfarrer von Metnitz inne. Es ging dann an den Bischof von Gurk über, der auch die Vogteirechte durch die bischöfliche Herrschaft Grades ausübte. 1814 wurde Zienitzen mit St. Salvator vereint, kurz darauf aber wieder selbständig.

## Baubeschreibung
Das Gotteshaus ist ein gotischer Bau des 14. und 15. Jahrhunderts mit einem flachgedeckten Langhaus und einem einjochigen, gratgewölbten Chor mit Fünfachtelschluss und zweistufigen Strebepfeilern. Unter dem Chor befindet sich ein gewölbtes Beinhaus. Nördlich des Chores ist eine gotische, südlich eine barocke Sakristei angebaut. Der Westturm mit einer gratgewölbten Turmhalle und einem jüngeren Vorbau wird von einem Spitzgiebelhelm bekrönt. Eine Glocke goss 1476 Merth von Friesach. Man  betritt die Kirche von Westen durch ein einfach profiliertes Spitzbogenportal.
Im Inneren sind an der Chornordwand Reste von Wandmalereien vom Anfang des 15. Jahrhunderts erhalten. Dargestellt sind die Marienkrönung, drei Heilige, der Schmerzensmann, der heilige Georg und ein Wappen. Die Glasmalereien im Chorschlussfenster entstanden Mitte des 14. Jahrhunderts in der Judenburger Werkstätte und zeigen Christi Himmelfahrt und die Auferstehung Jesu Christi sowie das Christushaupt im Maßwerk.

## Ausstattung
Der Hochaltar mit reich ornamentierten Opfergangsportalen zeigt am Altarblatt den heiligen Georg und trägt die Figuren der Heiligen Valentin, Franz Xaver, Johannes Nepomuk und Florian. Das Relief aus der ersten Hälfte des 18. Jahrhunderts am Antependium stellt den heiligen Georg dar.
Die beiden Seitenaltäre von 1686 bestehen aus einer Ädikula auf einem kleinen Sockel und einem gesprengten Segmentgiebel mit kleiner Ädikula als Aufsatz. Der linke Altar trägt eine Madonnenfigur und stellt im Aufsatzbild den heiligen Josef dar. Auf dem rechten Altar stehen Bilder der heiligen Sebastian und Martin.  
Zur weiteren Ausstattung der Kirche zählen ein nachbarocker Apostelluster, barocke Konsolfiguren der Heiligen Georg, Nikolaus und Laurentius sowie eines unbekannten Heiligen und im Langhaus ein Kruzifix.